# MDaemon
MDaemon è un mail server per sistemi operativi Microsoft Windows. È sviluppato dalla software house americana MDaemon Technologies, con sede a Grapevine in Texas. Ideato da Arvel Hathcock è stato introdotto sul mercato nel 1996.

## Caratteristiche principali
Con MDaemon è possibile gestire la posta elettronica di un'azienda appoggiandosi alla casella di un Internet Service Provider (ISP), oppure ospitare un dominio completo direttamente sulla propria rete, con il server SMTP di MDaemon.
Il sistema supporta sia qualsiasi tipo di connessione (ISDN, ADSL o linee dedicate, permettendo di gestire tutti i protocolli standard anche su connessioni sicure), sia qualsiasi configurazione della rete locale, integrando funzioni di antivirus e protezione da spam, nonché includendo funzionalità groupware per la condivisione di rubriche e calendari.
MDaemon integra un modulo webmail (WorldClient) che consente di accedere via Web alla propria mailbox per gestire la posta elettronica, i contatti e l'agenda e uno strumento attraverso cui amministrare il mail server via browser (WebAdmin).
Con MDaemon è possibile controllare la posta da PC con qualsiasi client di posta, da un browser utilizzando il webmail e da qualsiasi dispositivo mobile iOS, Android, Windows Mobile e BlackBerry grazie all'integrazione con Active Directory.
Supporta varie lingue, tra cui l'italiano, e diversi plug-in.
ServerWatch paragona MDaemon a Microsoft Exchange.

## Versioni disponibili
MDaemon consente di gestire sia la posta elettronica aziendale, sia la propria posta elettronica personale ed è disponibile nella versione installabile su un server Windows del licenziatario, sia in una versione in cloud, affittabile dal licenziatario secondo le proprie esigenze.